# 邁萊維

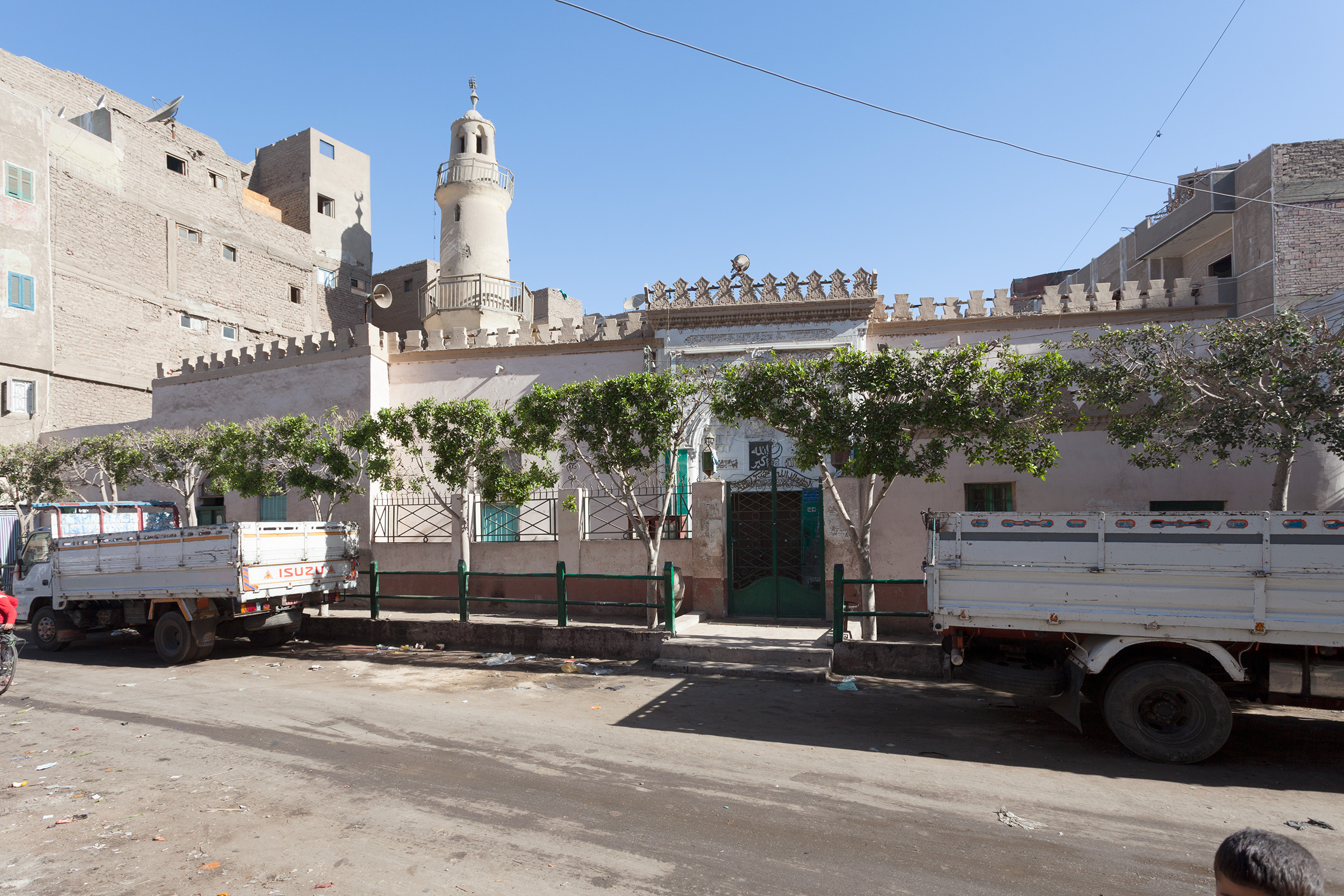
邁萊維的清真寺

邁萊維是埃及的城鎮，由明亞省負責管轄，位於該國中部尼羅河左岸，距離首府明亞約40公里，面積0.012平方公里，主要經濟活動有農業、紡織業和陶瓷業，2006年人口140,215。

## 外部連結
- The Coptic Orthdox Diocese of Mallawi
- Visits of the Holy Family: Mallawi, Egypt

27°44′N 30°50′E / 27.733°N 30.833°E